# John Michael Miller

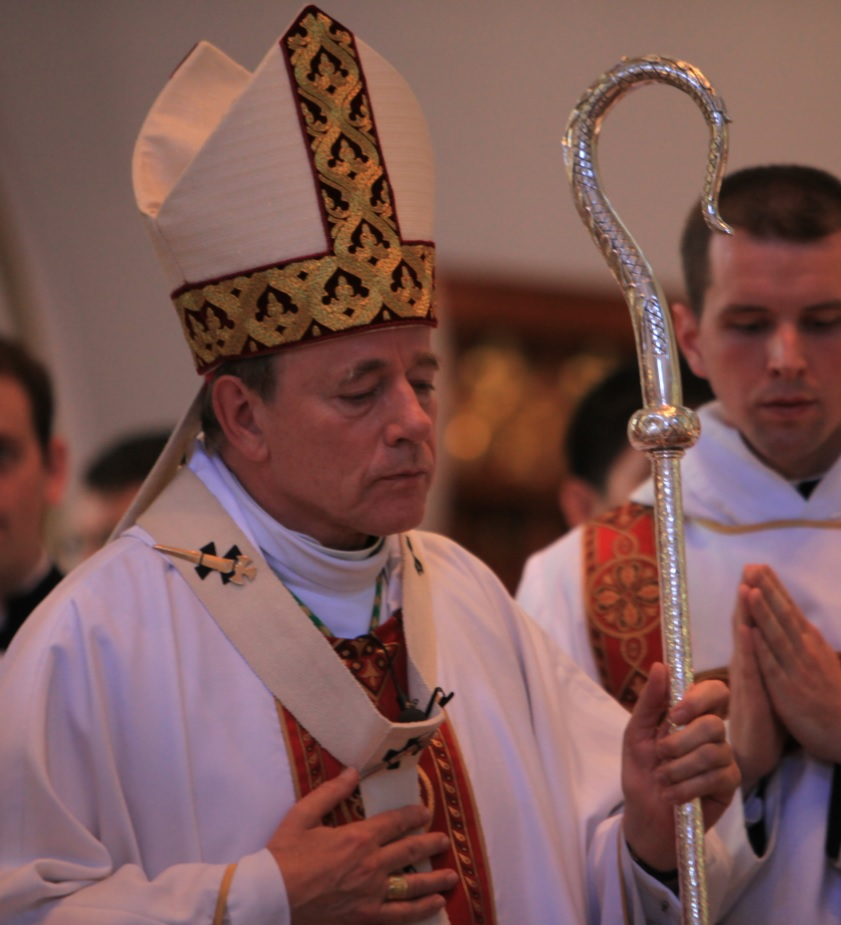
Erzbischof John Michael Miller während eines Pontifikalamtes (2012)

Wappen als Erzbischof von Vancouver

John Michael Miller CSB (* 9. Juli 1946 in Ottawa) ist ein kanadischer römisch-katholischer Ordensgeistlicher und emeritierter Erzbischof von Vancouver.

## Leben
John Michael Miller legte am 12. September 1966 seine Ordensgelübde in der Kongregation der Basiliuspriester ab. Er studierte an der University of Toronto und der University of Wisconsin. Nach einem Jahr als Lehrer an einer High School setzte er seine Studien an der Päpstlichen Universität Gregoriana fort, wo er das Lizenziat in Theologie erwarb und zum Doctor theologiae promoviert wurde. Am 29. Juni 1975 spendete ihm Papst Paul VI. die Priesterweihe.
Miller lehrte an der University of St. Thomas in Houston Theologie und wurde 1990 Vizepräsident der Universität. Von 1992 bis 1997 war er in Rom Mitarbeiter des Staatssekretariats. 1997 wurde er Präsident der University of St. Thomas.
Am 25. November 2003 ernannte ihn Papst Johannes Paul II. zum Titularerzbischof von Vertara und zum Sekretär der Kongregation für das Katholische Bildungswesen. Die Bischofsweihe spendete ihm der Präfekt der Bildungskongregation, Zenon Kardinal Grocholewski, am 12. Januar 2004. Sein Wahlspruch ist Veritati Servire (Der Wahrheit dienen).
Papst Benedikt XVI. berief ihn am 1. Juni 2007 zum Koadjutorerzbischof von Vancouver. Mit dem Rücktritt von Raymond Roussin SM am 2. Januar 2009 folgte er diesem als Erzbischof von Vancouver nach.
Papst Franziskus nahm am 25. Februar 2025 seinen altersbedingten Rücktritt an.
Er ist Großoffizier und Großprior der Ordensprovinz Vancouver des Ritterorden vom Heiligen Grab zu Jerusalem.